# Réserve écologique J.-Clovis-Laflamme
Die Réserve écologique J.-Clovis-Laflamme ist ein im Jahr 1991 auf einer Fläche von 1015 ha eingerichtetes Schutzgebiet im Süden der kanadischen Provinz Québec in der Grafschaftsgemeinde Le Domaine-du-Roy.
Es liegt auf dem Gebiet der Gemeinde Saint-Edwidge, südwestlich des Lac Saint-Jean, etwa 30 km südwestlich von Roberval. Zugleich liegt es mitten in der sogenannten zone d'exploitation contrôlée de la Lièvre, einem Gebiet mehr oder minder kontrollierter Ausbeutung von Bodenschätzen.
Es repräsentiert und schützt die für die Hautes Collines de la rivière Trenche, die hohen Hügel des Trenche-Flusses, typischen Wälder, in denen die Gelb-Birke vorherrscht.
Das von Nordost nach Südwest ansteigende Gebiet erreicht eine maximale Höhe von etwa 470 m über dem Meeresspiegel. Senkrecht abfallende Täler umgeben das Gebiet. Der präkambrische Untergrund besteht aus Migmatit, auf dem während und nach der letzten Eiszeit Tillit abgelagert wurde. Von Fels und Gestein durchsetzter Podsol umschreibt den Boden der Region, der in den höheren Lagen dünner wird.
Neben der Gelbbirke findet sich die Banks-Kiefer (Pinus banksiana, französisch pin gris), aber auch Schwarz-Fichte (Picea mariana) und Amerikanische Zitterpappel sowie Grau-Erle (französisch aulnaie américaine). Der überwiegende Teil der Bäume ist wegen der Waldbrände nur etwa 30 bis 50 Jahre alt, doch an einigen geschützten Standorten sowie in der Nähe des Sees stehen auch ältere Bäume.
Elch, Hase und Kragenhuhn sind typische Vertreter der regionalen Fauna.
Der Name des Gebiets geht auf Monseigneur Joseph-Clovis Kemner Laflamme (1849–1910) aus Saint Anselme zurück, der als erster kanadisch-französischer Geologe gilt. Er unterrichtete Mineralogie und Geologie an der Université Laval, er publizierte jedoch nicht nur zu diesen Wissenschaftsgebieten, sondern auch zur Paläontologie.